# Jérémie Ngendakumana
Pour les articles homonymes, voir Ngendakumana.
Jérémie Ngendakumana est un homme politique burundais né vers 1954. Il est président du Conseil national pour la défense de la démocratie-Forces de défense de la démocratie entre 2007 et 2012.

## Biographie
Jérémie Ngendakumana est fiscaliste de formation.
Il entre dans la rébellion des FDD en 1996 pendant la guerre civile burundaise. Quand les FDD arrêtent le combat en 2003, Ngendakumana a le grade de colonel.
Ngendakumana est chef de protocole du président Pierre Nkurunziza en 2005, ambassadeur du Burundi à Nairobi au Kenya de 2006 à 2007.
En 2007, le CNDD-FDD se déchire entre les proches du président Pierre Nkurunziza et ceux du président du parti Hussein Radjabu. En février, un congrès extraordinaire du CNDD-FDD limoge Radjabu, accusé d'abus de pouvoir, de son poste de président du parti. Il est remplacé par Ngendakumana,.
Il est également parlementaire de 2005 à 2010 (dans la circonscription de Muramvya) et pour un autre mandat de 2010 à 2015.
Le 31 mars 2012, Ngendakumana est remplacé par Pascal Nyabenda à la présidence du CNDD-FDD.
Ngendakumana est membre de l'Assemblée législative est-africaine entre 2012 et 2017,.
En 2015, Ngendakumana est exclu du CNDD-FDD. Il s'exile alors en Belgique où il fonde, en 2020, un nouveau parti politique : le Parti pour la démocratie et la bonne gouvernance (PDG-Girunbuntu) dont il est le porte-parole,. Il annonce son retour au Burundi pour les différentes élections  de 2020.